# Zmije menší
Zmije menší (někdy též zmije Ursiniho, Vipera ursinii) je jedovatý had, který obývá nesouvislé území od jihovýchodu Francie po Čínu. Druhové jméno (ursinii) je na počest italského přírodovědce Antonia Orsiniho.

## Popis
Dospělí jedinci jsou dlouzí 40–50 cm, ale byli zaznamenáni i jedinci dlouzí 63–80 cm. Samice jsou větší než samci. Tento druh je často zaměňován se zmijí skvrnitou (Vipera aspis) nebo se zmijí obecnou, od kterých se odlišuje několika charakteristikami. Je to nejmenší druh zmije žijící v Evropě. Její tělo je hrubé a její hlava je úzká. Tlama není obrácená. Na její hlavě se vždy nachází několik větších šupin. Nápadné hřbetní šupiny mají pouze 19 řad a často se mezi nimi objevuje tmavá kůže. Má šedý, žlutohnědý nebo nažloutlý vlnitý dorzální pás, který lemuje černé zbarvení.

## Ohrožení, ochrana
Zmije menší je považována za jednoho z nejvíce ohrožených evropských plazů. Její populace setrvale klesá. IUCN ji vede jako zranitelný druh. Důvodem jsou fragmentace habitatu, šíření infrastruktury, intenzifikace zemědělství, přemnožení prasat divokých, změny klimatu, záměrné zabíjení, růst zimních sportovních aktivit a sběr pro chovatelské účely. Je zařazena také v úmluvě CITES, dodatku č. 1, který říká, že pokud se neomezí obchod, tento druh bude čelit vyhubení a podle Bernské úmluvy je to striktně chráněný druh (dodatek č. 2).

## Poddruhy
V současnosti jsou uznávány 4 poddruhy, 3 další dříve udávané byly reklasifikovány na druhy:
- V. u. ursinii (Bonaparte, 1835)
- V. u. eriwanensis (Reuss, 1933) – nyní samostatný druh zmije jerevanská (Vipera eriwanensis)
- V. u. graeca Nilson & Andren, 1988 - nyní samostatný druh Vipera graeca
- V. u. macrops Méhely, 1911
- V. u. moldavica Nilson, Andren & Joger, 1993
- V. u. rakosiensis Méhely, 1893
- V. u. renardi (Christoph, 1861) – nyní samostatný druh zmije stepní (V. renardi)